# Hawkingovo záření

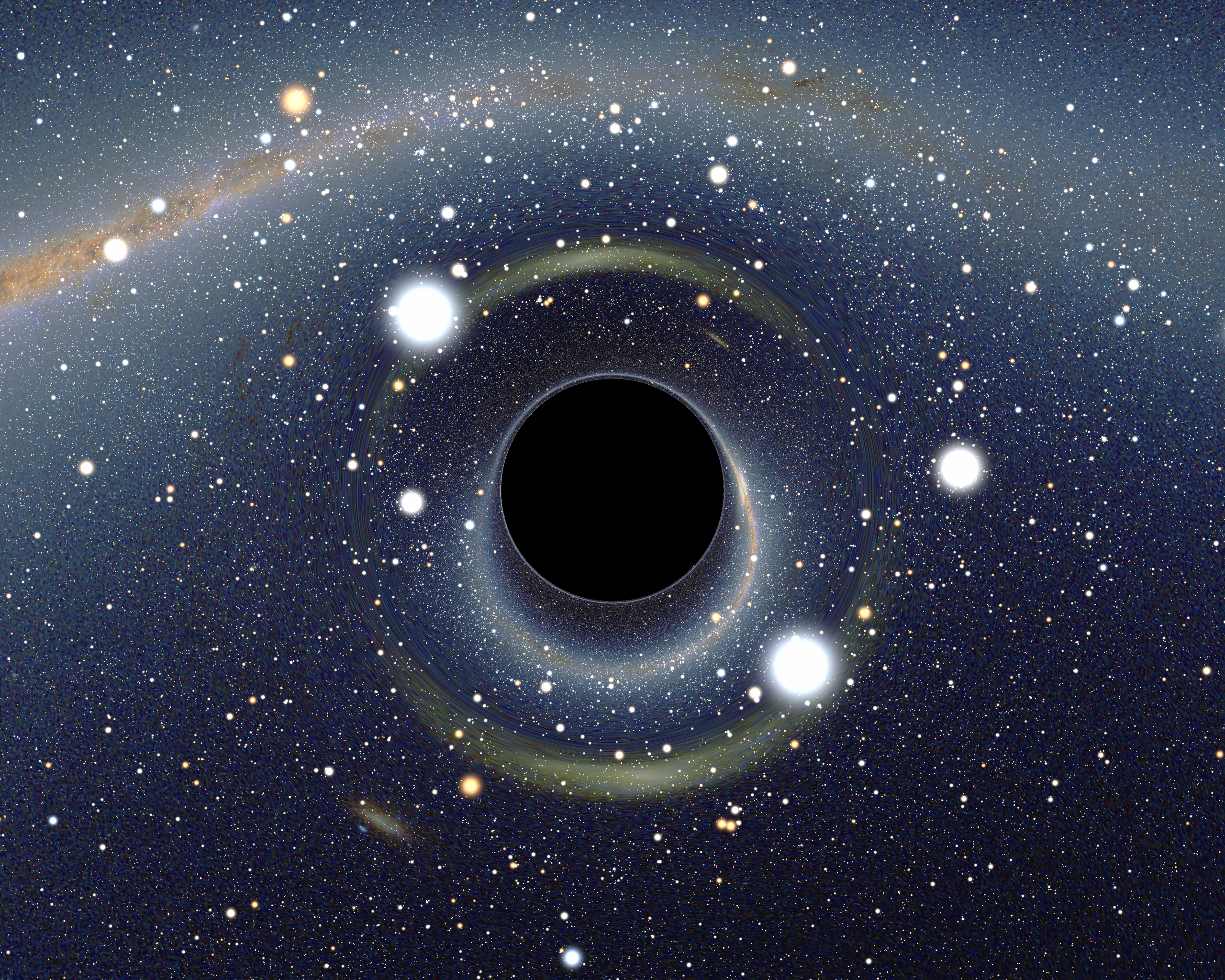
Simulovaný pohled na černou díru před trpasličí galaxií Velké Magellanovo mračno.

Hawkingovo záření je tepelné záření černých děr prvně teoreticky popsané britským fyzikem Stephenem Hawkingem.

## Entropie a Hawkingovo záření
V roce 1971 Stephen Hawking dokázal, že se celková plocha horizontu událostí jakékoli skupiny černých děr nikdy nezmenší. Toto tvrzení se příliš podobalo druhému termodynamickému zákonu, přičemž plocha hraje v tomto případě úlohu entropie. Proto Jacob Bekenstein navrhl, že entropie černé díry je skutečně úměrná ploše jejího horizontu událostí. V roce 1975 aplikoval teorii kvantového pole na zakřivený časoprostor okolo horizontu událostí a objevil, že černé díry mohou vyzařovat tepelné záření, známé jako Hawkingovo záření.
Z prvního zákona mechaniky černých děr vyplývá, že entropie černé díry se rovná čtvrtině plochy horizontu událostí. Tento všeobecný výsledek je aplikovatelný na kosmologické horizonty jako de Sitterův časoprostor. Později bylo navrženo, že černé díry jsou objekty s maximální entropií, což znamená, že maximální entropie oblasti vesmíru je entropie největší černé díry, která se do oblasti vejde. Toto vedlo k holografickému principu.

## Vznik záření
Hawkingovo záření vzniká hned za horizontem událostí a v současném pojetí (existují ale i opačné výsledky) nenese žádnou informaci o vnitřku černé díry, protože je tepelné. To však znamená, že černé díry nejsou úplně černé a důsledkem je pomalé vypařování hmoty černé díry. I když jsou tyto efekty zanedbatelné pro astronomické černé díry, jsou významné pro hypotetické miniaturní černé díry, kde dominují účinky kvantové mechaniky. V současnosti se předpokládá, že malé černé díry se rychle vypařují a nakonec mohou zmizet při výbuchu záření. Z tohoto důvodu má každá černá díra, která nemůže pohlcovat hmotu, konečnou délku života úměrnou třetí mocnině její hmotnosti.

## Aktuální vývoj teorie
21. června 2004 Stephen Hawking, v rozporu se svými předchozími zjištěními, prezentoval nový argument, že černé díry přece jen emitují informaci o tom, co pohlcují. Navrhl, že kvantové perturbace horizontu událostí by mohly dovolit uniknout informacím a ovlivnit vyvolané Hawkingovo záření. Tato teorie ještě nebyla prodiskutována ve vědecké komunitě, ale v případě, že bude přijata, je pravděpodobné, že vyřeší informační paradox černých děr. Mezitím oznámení o této nové teorii zaznamenalo nebývalou pozornost médií.